# Слепой горизонт
«Слепой горизонт» (англ. Blind Horizon) — драматический триллер Майкла Хауссмана. Мировая премьера состоялась 16 декабря 2003 года.

## Сюжет
Фильм начинается на окраине сельского района Нью-Мексико, где без сознания Фрэнка Кавану (Килмер) обнаружили два местных подростка. С огнестрельным ранением в голову он попадает в ближайшую больницу в небольшом городке под названием Чёрная Точка. Из-за степени его повреждения, Кавана находится в реанимации под наблюдением врачей и медсестры по имени Лиз (Эми Смарт). После восстановления сознания, Кавана говорит с Шерифом Кольбом (Шепард), однако, из-за его травмы головы, он не в состоянии объяснить, что произошло, из-за случая временной амнезии. Учитывая его состояние, Кавану оставили в больнице для более тщательного наблюдения.
К своему большому огорчению, Шериф Кольб и его заместитель не смогли найти какие-либо улики, о том что могло случиться с Каваной. После тщательного поиска улик на месте преступления, Шериф колб возвращается в больницу, чтобы опросить Кавану, но тот в замешательстве утверждает, что знает о возможном покушении на президента Соединённых Штатов. Доктор Конвей (Джил Беллоуз) убеждает Кавану оставаться спокойным и позже объясняет Шерифу Кольбу, что его паранойя вытекает из бредового состояния побочного эффекта амнезии и его намёки на различные детали возможного покушения с участием ключевой правительственной фигуры не обоснованы. Однако, из-за того что Кавана в невменяемом состоянии, он не может различать грань между реальностью и фантазией. Шериф Кольб полагает, что можно верить Каване, и продолжает задавать ему вопросы.
Дальнейшие события усложняет девушкa — Хлои, называя его Фрэнком Кавано, своим женихом, Хлоя прибывает в больницу и принимает меры для его немедленного освобождения. Потом по словам Хлои выясняется что Кавана из Чикаго и работает в информационной службе. Кавана всё ещё твердо верит в готовящееся покушение на президента и вызывает американские секретные службы и предупреждает их о покушении, что будет происходить в Чёрной Точке в ближайшие дни. Хлоя убеждает Кавану покинуть больницу с ней, и везёт его назад в отель. Последние новости свидетельствуют о том, что президент едет с гастролями на юго-Запад, и прибудет в Нью-Мексико в течение ближайших нескольких дней.

## В ролях
- Вэл Килмер — Френк Кавано
- Нив Кэмпбелл — Хлои Ричардс
- Сэм Шепард — Шериф Джек Кольб
- Эми Смарт — Лиз Кульпеппер
- Фэй Данауэй — Мисс Кей
- Джил Беллоуз — Доктор Теодор Конвей